# Martín Rico
Martín Rico Ortega (lub Martín Rico y Ortega) – hiszpański malarz pejzażysta.
Studiował na Królewskiej Akademii Sztuk Pięknych św. Ferdynanda w Madrcyie. Jego nauczycielem był Jenaro Pérez Villaamil. Współpracował także ze swoim bratem, Bernardem, w charakterze rysownika i ilustratora. Został dyrektorem czasopisma La Ilustración Española y Americana.
W 1854 r. rozpoczął serię podróży po Europie, odwiedził Francję, Szwajcarię, Anglię i Włochy.
Pod wpływem artystów takich William Turner, Jacob van Ruisdael i Mariano Fortuny jak jego twórczość ewoluowała od realizmu do impresjonizmu. Jedno z jego najbardziej znanych dzieło to Praczki.
W 1907 opublikował pamiętniki, które dedykował malarzowi Aureliano de Beruete.